# Gembongan (Banyusari)
Gembongan is een bestuurslaag in het regentschap Karawang van de provincie West-Java, Indonesië. Gembongan telt 3140 inwoners (volkstelling 2010).